# Fête des Merveilles
Vous lisez un « bon article » labellisé en 2017.

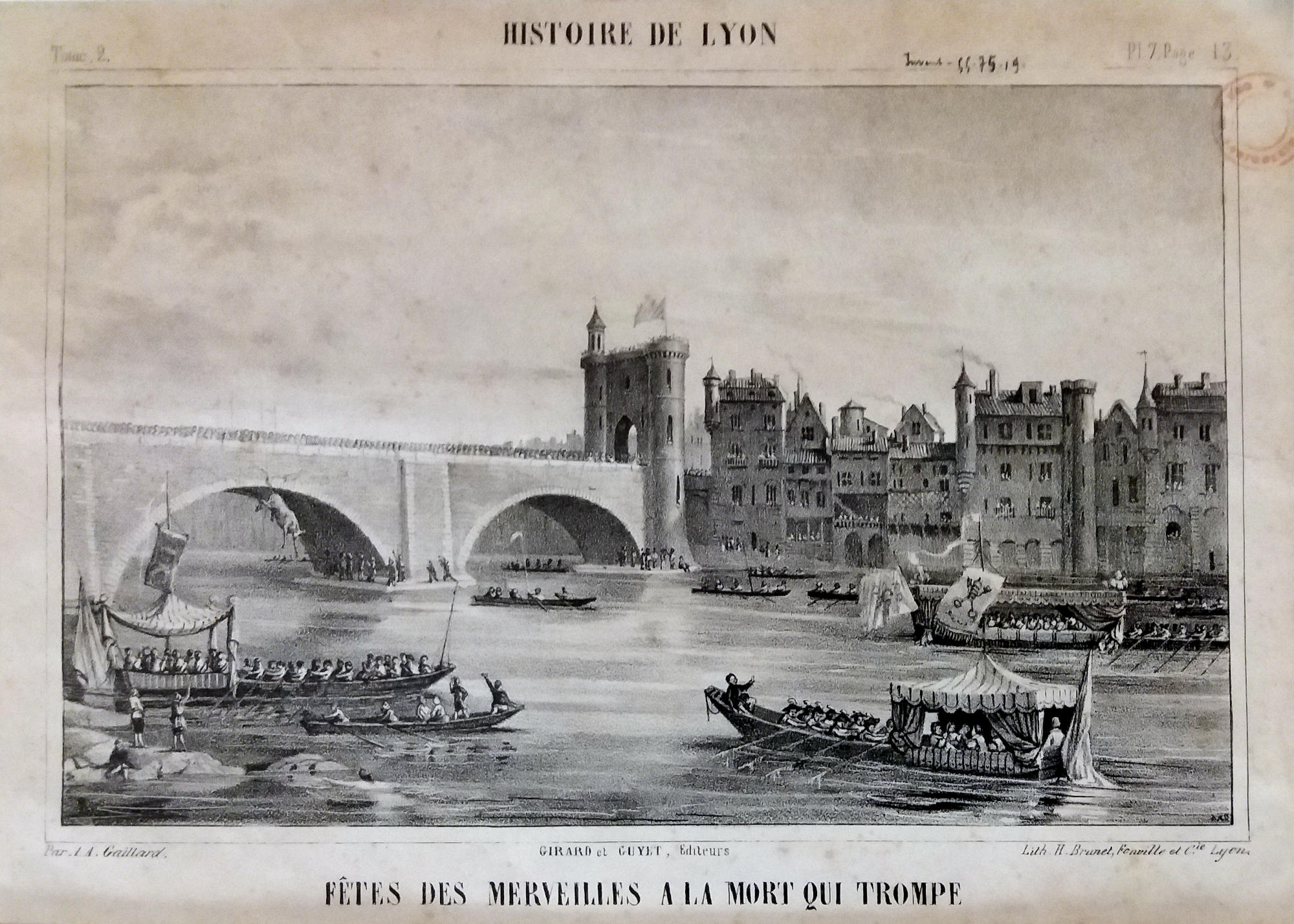
Fête des Merveilles, représentation fantaisiste par A-A. Gaillard. Lithographie du XIXe siècle, musées Gadagne.

La fête des Merveilles ou fête des Miracles est une cérémonie à la fois religieuse et païenne qui a eu lieu à Lyon sur les rives de la Saône pendant une partie du Moyen Âge. Elle est indissociable de la saint Pothin, jour d'hommage aux martyrs de Lyon de 177.
Les célébrations associées aux Merveilles sont attestées du milieu du IXe siècle à la fin du XIVe siècle. Quelques détails sont connus sur les solennités religieuses, mais aucun sur les réjouissances profanes. Organisées par les principales églises de Lyon, elles consistaient en une procession qui partait de la primatiale Saint-Jean et traversait la cité en s'arrêtant le temps d'une messe sur les lieux dédiés aux martyrs. Le tracé immuable remontait les rives de Saône, de Saint-Jean à Vaise, puis descendait sur plusieurs bateaux selon un rituel codifié jusqu'à Ainay, et se terminait à pied en allant à l'église Saint-Nizier.
Le coût important de la fête en temps de guerre et de famine ainsi que des conflits politiques ont conduit à son arrêt en 1394. Plusieurs auteurs ont par la suite contribué à entourer cette fête de nombreuses légendes qui ont perduré jusqu'à la fin du XXe siècle. Les travaux historiographiques réalisés par Claude Guigue (collecte des documents historiques) et Jacques Rossiaud ont permis de rétablir la réalité des faits.

## Nom

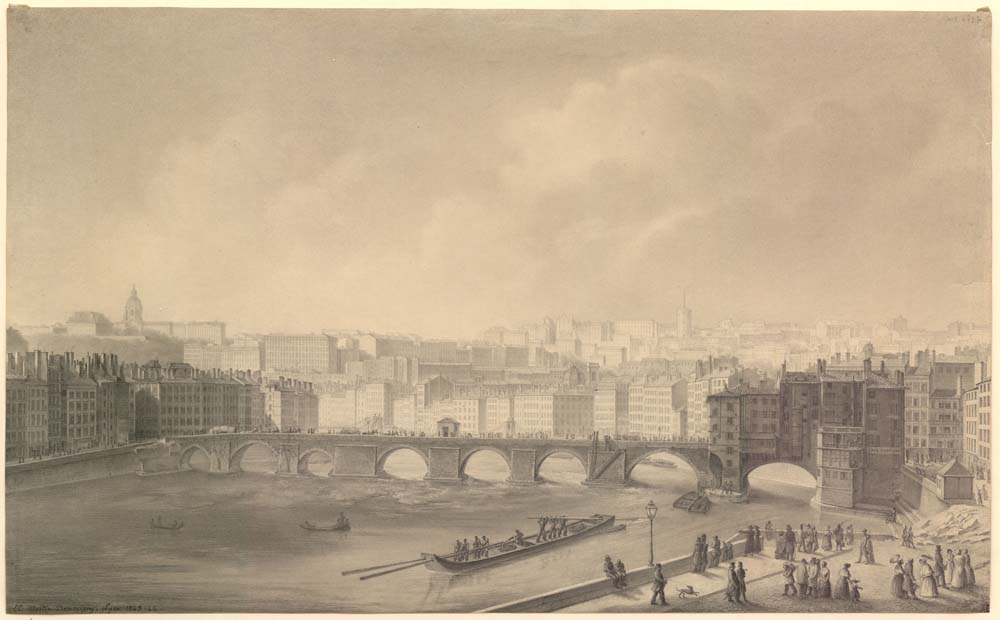
Le pont du Change avant 1840, un bateau va passer sous l'arche merveilleuse (E. C. Martin-Daussigny, 1846).

Les deux noms sont utilisés de manière interchangeable, ce sont des para-synonymes désignant les mêmes rituels, la « fête des Miracles » (Miracula) étant plus liée aux faits religieux des martyrs, et la « fête des Merveilles » (Mirabilia) liée à la nature, aux croyances profanes,. En effet, dans la tradition du culte des martyrs de 177, Grégoire de Tours rapporte une apparition miraculeuse de ces derniers au-dessus du Rhône demandant de retirer leurs reliques du fleuve.
Le pont du Change, seul pont sur la Saône à cette époque, n'avait qu'une arche navigable (du côté de l'église Saint-Nizier). Ce seul passage possible pour les bateaux présentait en plus un rapide surnommé la « Mort-qui-trompe ». Cette arche aurait été nommée « arc merveilleux » au Moyen Âge d'après la fête.

## Histoire

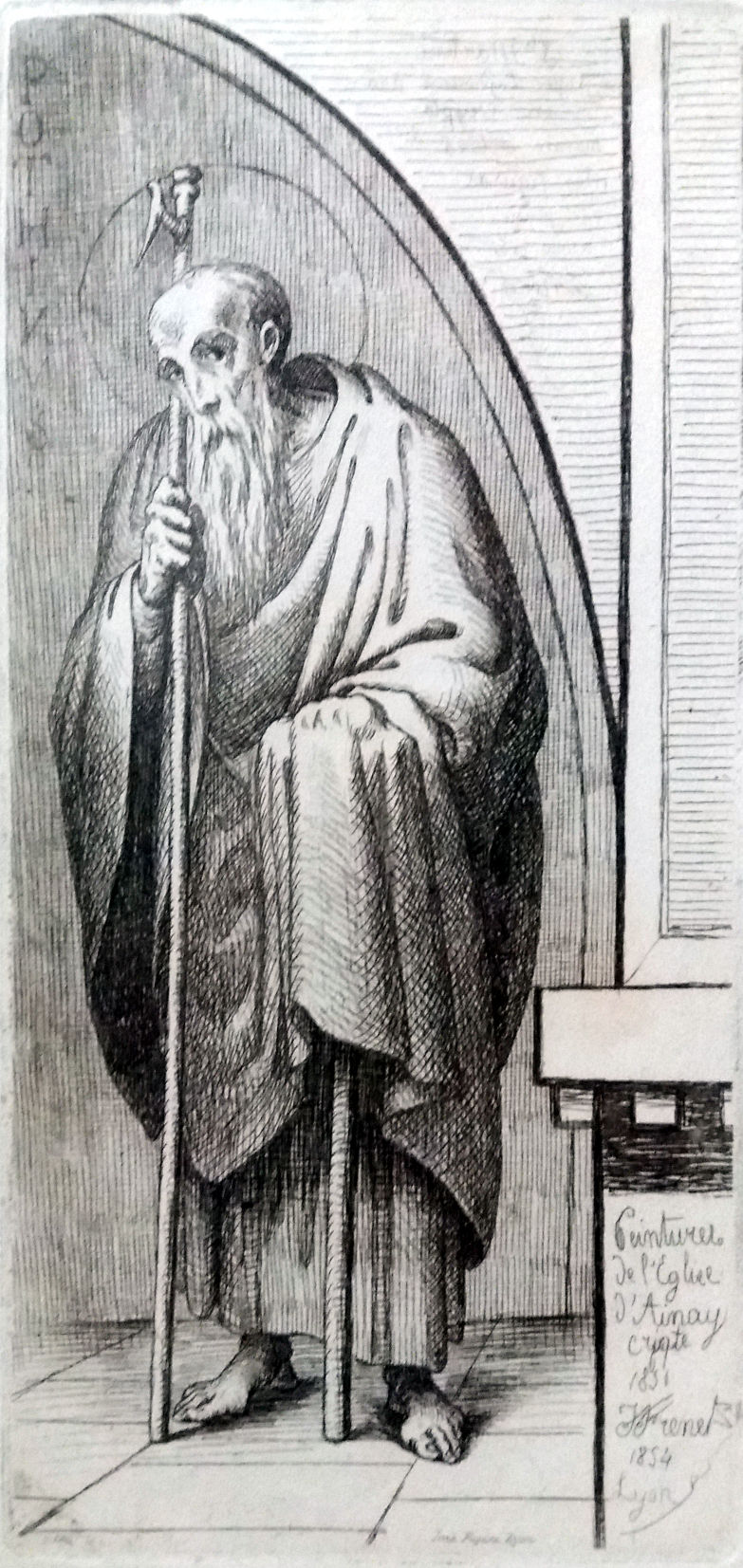
Eau forte représentant saint Pothin, d'après les fresques de Jean-Baptiste Frénet, 1854, musées Gadagne.

La fête des Merveilles s'inscrit dans une longue tradition de sanctification et de célébration des eaux, en particulier autour du Rhône. Elle prend racine dans les miracles associés aux martyrs de Lyon et se prolonge à l'époque moderne à travers les joutes nautiques.
Cette fête qui a eu lieu le 2 juin, jour de la saint Pothin, mais aussi trois semaines plus tard, est donc de tradition catholique, relevée par Grégoire de Tours puis par Adon de Vienne, même si son déroulement et sa signification ont changé au fil des siècles. En effet, depuis la mort des martyrs, de nombreux miracles auraient été observés et sont célébrés dans la ville. Adon de Vienne décrit la fête ainsi : le 2 juin, « les citoyens de Lyon et d'autres avec eux célèbrent tous joyeusement cette fête que par une vieille tradition, ils appellent le jour des miracles, par des hymnes et des cantiques d'action de grâce qu'ils chantent en descendant la Saône, et par des solennités religieuses dans l'église des Apôtres où les cendres des martyrs sont conservées ».
À partir du XIIIe siècle, la fête commence à être contestée en raison de son coût important. Les chanoines de Saint-Just renoncent à y participer en 1285, et en 1311 c'est la cité lyonnaise qui demande sa suppression. Après de nombreuses critiques et tergiversations, le conseil de Lyon y met fin en 1394.
Ces processions avaient pour origine les jours des Rogations qui célébraient le Rhône, à Lyon, Vienne, Avignon ou encore Arles.

## Date

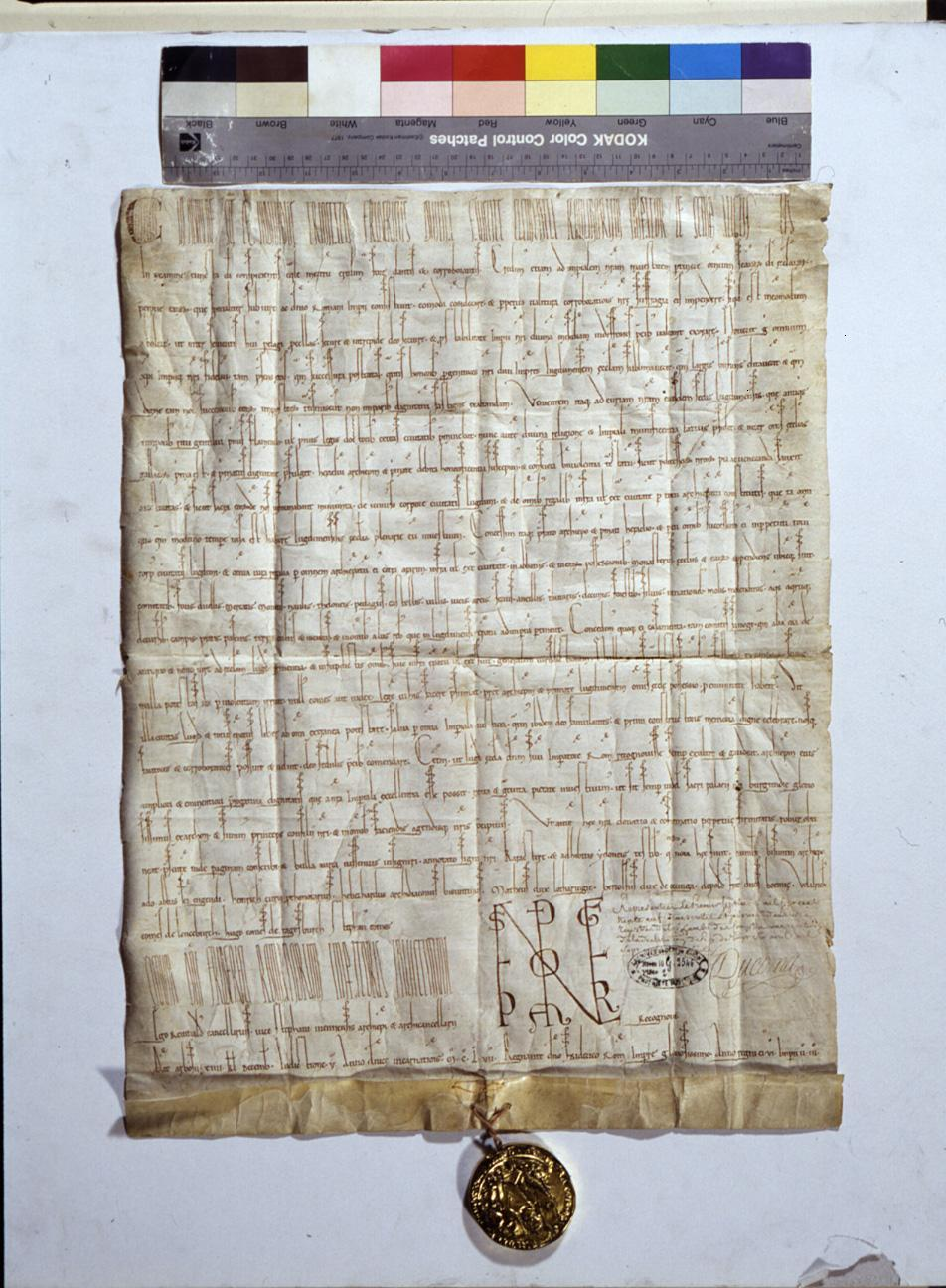
Bulle d'or édictée par l'empereur Frédéric Barberousse le 18 novembre 1157, Archives départementales du Rhône.

Autour du IXe siècle, l'Église catholique officialise une procession pour la saint Pothin traditionnellement fêtée le 2 juin. La dernière mention connue de cette date se trouve dans les Statuts de saint Jean de 1175.
Vers 1300, à partir du moment où le jour de la célébration est fixé par l'archevêque, elle est déplacée au lundi ou au mardi précédant le jour de la nativité de saint Jean (célébrée le 24 juin).
Du IXe au XIIe siècle la fête des Miracles a ainsi lieu le 2 juin, sauf si elle tombe dans la huitaine précédant la fête de l'Ascension, auquel cas elle est décalée au 3 juin. Au XIVe siècle, elle a lieu quelques jours avant la Saint-Jean, généralement le mardi. Le jour précis est alors fixé par le chapitre cathédral avec l'ensemble des représentants des groupes qui participent aux célébrations (officiers de la cour séculière, quelquefois les maîtres des métiers). Une fois la décision prise, « le Chapitre donnait l'ordre de proclamer les Miracles ou les Merveilles dans tous les lieux affectés aux cris publics et d'inviter tous les citoyens à faire leur devoir, soit sur l'eau, soit dans les rues ». Le mardi a ainsi été choisi les années 1368, 1369, 1370, 1375, 1379 et 1382, et c'est le lundi 20 juin qui a été choisi en 1345.
Le déplacement du 2 juin vers le lundi ou le mardi, qui tombent entre le 18 et le 21 selon les années, est probablement dû à des rivalités politiques. Après la reconnaissance de la souveraineté absolue de l'archevêque sur la ville de Lyon par Frédéric Barberousse (édit de la Bulle d'or de 1157) et les accords territoriaux entre l'archevêque et le comte de Forez (permutatio de 1173), le chapitre veut asseoir son autorité en contrôlant la fête des Merveilles face aux collégiales et monastères. Ce changement de date permet ainsi de s'éloigner des cérémonies liées aux églises d'Ainay et de Saint-Nizier pour se rapprocher de la cathédrale. C'est aussi cette récupération qui a entraîné les nombreuses réprobations des différents participants jusqu'à l'extinction de la fête : la monarchie, les officiers et les autres églises finançaient des cérémonies appropriées par les archevêques.

## Déroulement

Positions des bateaux lors de la descente de la Saône.

La journée, en particulier lorsqu'elle n'a pas lieu le 2 juin, est annoncée par la grosse cloche de toutes les églises de Lyon. Les rues sont alors ornées de fleurs et de feuillages.
Les processions, portant chacune croix professionnelles, bannières et cierges, se mettent en route dans l'ordre suivant : l'église Saint-Paul va à la rencontre du chapitre de Saint-Jean, puis ils vont ensemble à l'église Saint-Pierre-aux-Liens de Vaise ; ils sont enfin rejoints par l'Île Barbe, Saint-Just et Ainay. C'est le lieu supposé de l'arrestation des saints Épipode et Alexandre. Après une oraison, chacune des cinq églises rejoint son propre bateau préparé à l'avance et part selon un ordre précis : Saint-Jean au centre, Saint-Just à sa droite et Saint-Paul à sa gauche, l'Île Barbe à l'extrême droite et Ainay à l'extrême gauche. Le chapitre cathédral est ainsi à la première place entouré des deux barques collégiales, avec les monastères aux extrémités.
Pendant que les membres du clergé chantent antiennes, oraisons et psaumes, les bateaux descendent la Saône en faisant une pause devant l'église Saint-Epipoy située en contrebas du château de Pierre Scize, sous l'arche marinière dite « Merveilleuse » du pont du Pierre, pour arriver enfin à Ainay.
D'autres groupes les accompagnent sur de nombreuses embarcations, tels les officiers de la justice seigneuriale, différents corps de métiers et des habitants de Lyon comme des villages alentour. Au total, la flottille, incluant les chanoines, prêtres, officiers seigneuriaux, bourgeois, gens de métiers et paysans, représente probablement plusieurs centaines d'hommes.
Les processions, toujours en chantant des litanies, se rendent à l'église d'Ainay pour embrasser la pierre de saint Pothin (sur laquelle il aurait dormi pendant sa détention), puis à l'église Saint-Nizier pour une messe dite par le chapitre.

## Contestations et disparition de la fête

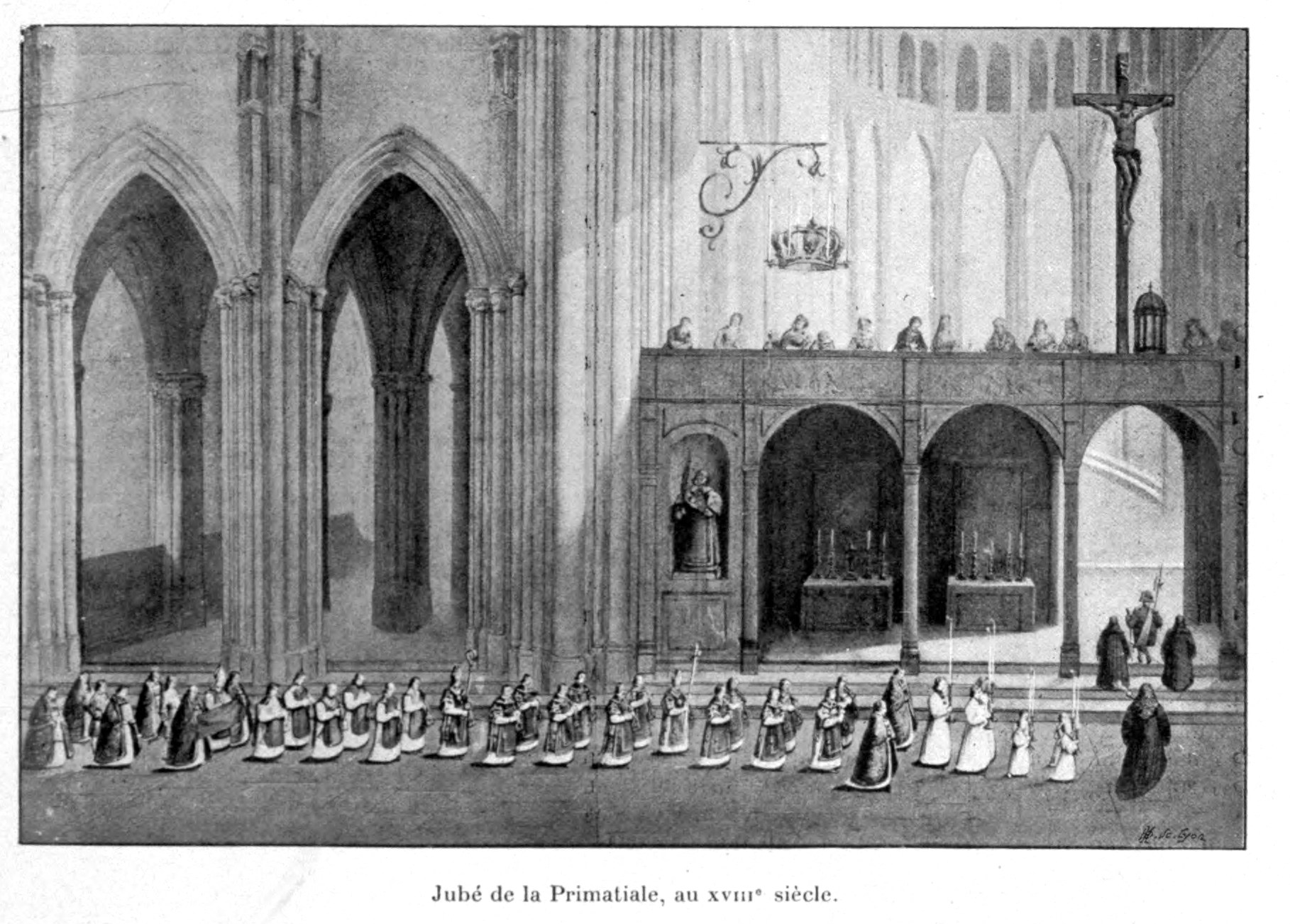
Procession dans la primatiale Saint-Jean, par Jean-Baptiste Marduel, XIXe siècle, Archives municipales de Lyon.

À partir de la fin du XIIIe siècle, les quelques documents disponibles sur la fête des Merveilles montrent des tensions récurrentes entre les participants, provoquées aussi bien par le chapitre que les autres églises, les officiers de la royauté, ou même par les citoyens. Par exemple, les chanoines de Saint-Just ne paraissent pas à la fête en 1285. Sur ordre de l'archevêque Raoul de Thourotte, l'official Henri de Sartines lance alors contre eux un monitoire, finalement annulé le 23 octobre de cette année quand ils s'engagent à payer une amende au prélat s'ils n'assistent pas à la prochaine cérémonie,. En 1311, les Lyonnais demandent à Philippe le Bel, de passage à Lyon, « la confirmation de leurs libertés, immunités, coutumes et franchises et la concession de nouveaux droits pour l'utilité de la cité, du pays et de la chose publique », « l'abolition du ban d'Août, perçu pour le vin, et de la fête des Merveilles, qui étaient, disaient-ils, au détriment de la chose publique »,. Cette requête reste sans réponse, mais à l'inverse, Pierre de Savoie fait insérer la clause suivante dans le traité de Vienne de 1312 : « Nous retenons pour nous et pour nos successeurs la fête appelée des Merveilles, le droit de coercition et de punition contre les récalcitrants et les délinquants, à raison du devoir qu'ils doivent faire dans cette fête, comme c'est l'usage à Lyon ».
En plus de luttes politiques, le XIVe siècle commence avec de fortes famines suivies de la peste noire. La fête se poursuit malgré tout pendant la guerre de Cent Ans, même si c'est sous un format réduit à la messe et la procession, sans la participation des villages alentour : elle est ainsi attestée en 1362. Cependant, le 15 juin 1363, les conseillers de la ville et les maîtres des métiers demandent sa suppression au chapitre en mettant en avant les dangers de la présence de l'ennemi dans le diocèse. La fête est alors exceptionnellement annulée cette année,. En 1364, elle est annulée par ordre du roi, les Tard-Venus menaçant Lyon ; le chapitre la supprime aussi en 1383.
Les Lyonnais continuent à demander la suppression de la fête des Merveilles. Le roi Charles V envoie une lettre le 23 août 1364 pour conforter le clergé : « sur les supplications des citoiens de Lyon, deffendit la fête des Merveilles que l'archevêque et le chapitre de ladite ville avoient ordonnée et qui avoit coutume de se faire sur la Saône par les gens des métiers ».
Le 11 juin 1382, les habitants présentent une nouvelle requête au chapitre demandant à utiliser les fonds alloués à la fête pour réparer le pont du Rhône, le chapitre refuse. La fête n'a pas lieu en 1383 à cause de la guerre, et ils obtiennent gain de cause en 1384 lorsque le roi affecte tous les fonds prévus pour la fête des Merveilles des six prochaines années au pont du Rhône.
En 1395, le ban d'août et la fête des Merveilles sont au centre d'un procès entre le chapitre et les consuls de Lyon. À son issue le ban est maintenu mais la fête est abolie.
Le chapitre proteste par un acte datant du 22 juin 1400 que si la célébration n'a plus lieu, c'est la faute des citoyens et non la sienne. Le 10 juin 1401, les chanoines obtiennent du roi Charles IV l'envoi de lettres au bailli à Mâcon pour contraindre les chanoines de Saint-Just, Saint-Paul, l'Île Barbe et d'Ainay à se rendre à la fête. Elles resteront sans effet.
Toutefois, en juin 1438, Barthélemy Berchier, chanoine et prévôt de Saint-Just et custode de Sainte-Croix, fait don de cent écus et trois deniers pour que le clergé de la cathédrale de Saint-Jean se rende processionnellement à Saint-Nizier et y officie « selon le rit et l'usage antiques de la fête des Miracles », souhaitant allouer cette somme chaque année en attendant le plein rétablissement de la fête.
Finalement, le 27 juin 1459, la fête de la saint Pothin est rétablie à la date du 2 juin : le chapitre métropolitain considère que ce transfert de solennité n'a plus lieu d'être, étant donné que la fête des Merveilles a disparu.

## Légendes

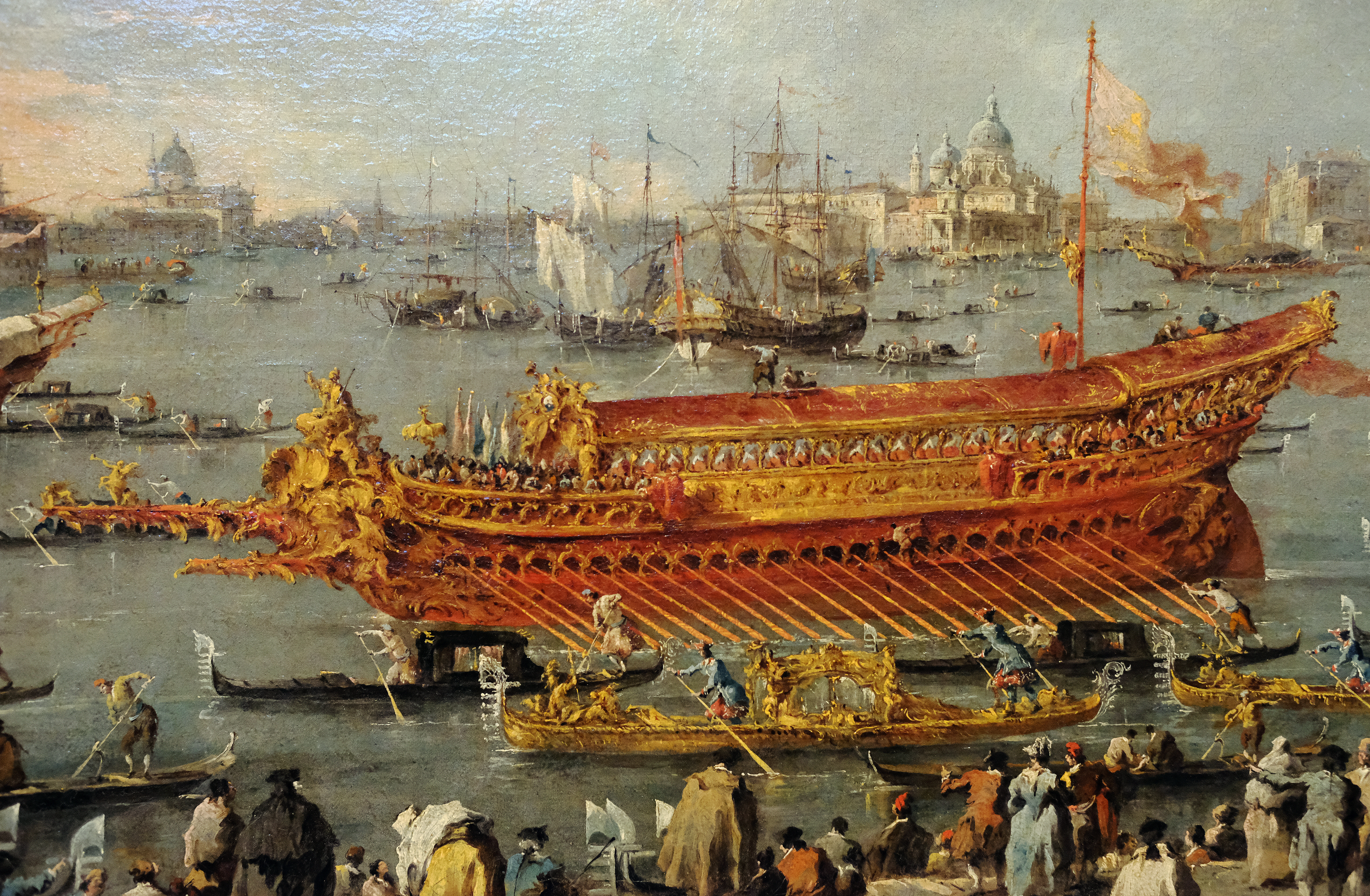
Détail du Bucentaure vénitien.

L'abbé Florent Dumas extrapole largement en désignant saint Badulphe, hypothétique fondateur de l'abbaye d'Ainay, comme créateur de la fête des Merveilles. Il attribue aussi à Eucher de Lyon la pleine organisation des célébrations.
Guillaume Paradin ajoute les principaux événements qui frapperont l'imaginaire : la participation d'un bateau ressemblant au Bucentaure vénitien, et la précipitation de taureaux dans la Saône à travers une porte prévue à cet effet sur le pont du Change, puis le combat avec ces derniers,.
Pierre Bullioud complète le tableau avec des détails encore plus farfelus comme des combats nautiques impliquant le Bucentaure et la participation de personnes venant de Vienne.
Aucun de ces éléments n'est mentionné dans les documents d'époque, la rencontre avec les Viennois était par exemple matériellement impossible. L'idée des combats dans l'eau avec les taureaux vient à la fois des fêtes françaises et vénitiennes plus tardives (ferrades camargaises, Tarasque, Jeudi gras à Venise), que de la présence de la Boucherie et de l'Écorcherie d'Empire dont les animaux étaient débarqués à quelques mètres en aval de l'Arche des Merveilles et sacrifiés rue Escorche-Bœuf, aujourd'hui rue Port-du-Temple,.
Enfin, le Bucentaure vénitien est bien connu à partir des années 1500 grâce à la diffusion de la version imprimée de la Vue de Venise de Jacopo de' Barbari, et tout grand bateau à l'époque en prend le qualificatif ; Maurice Scève parle ainsi des vaisseaux du roi dans un de ses textes : « estoient lesditz vaisseaulx, en premier un Bucentaure d'un des plus grandz batteaulx de toute la rivière ».

## Historiographie

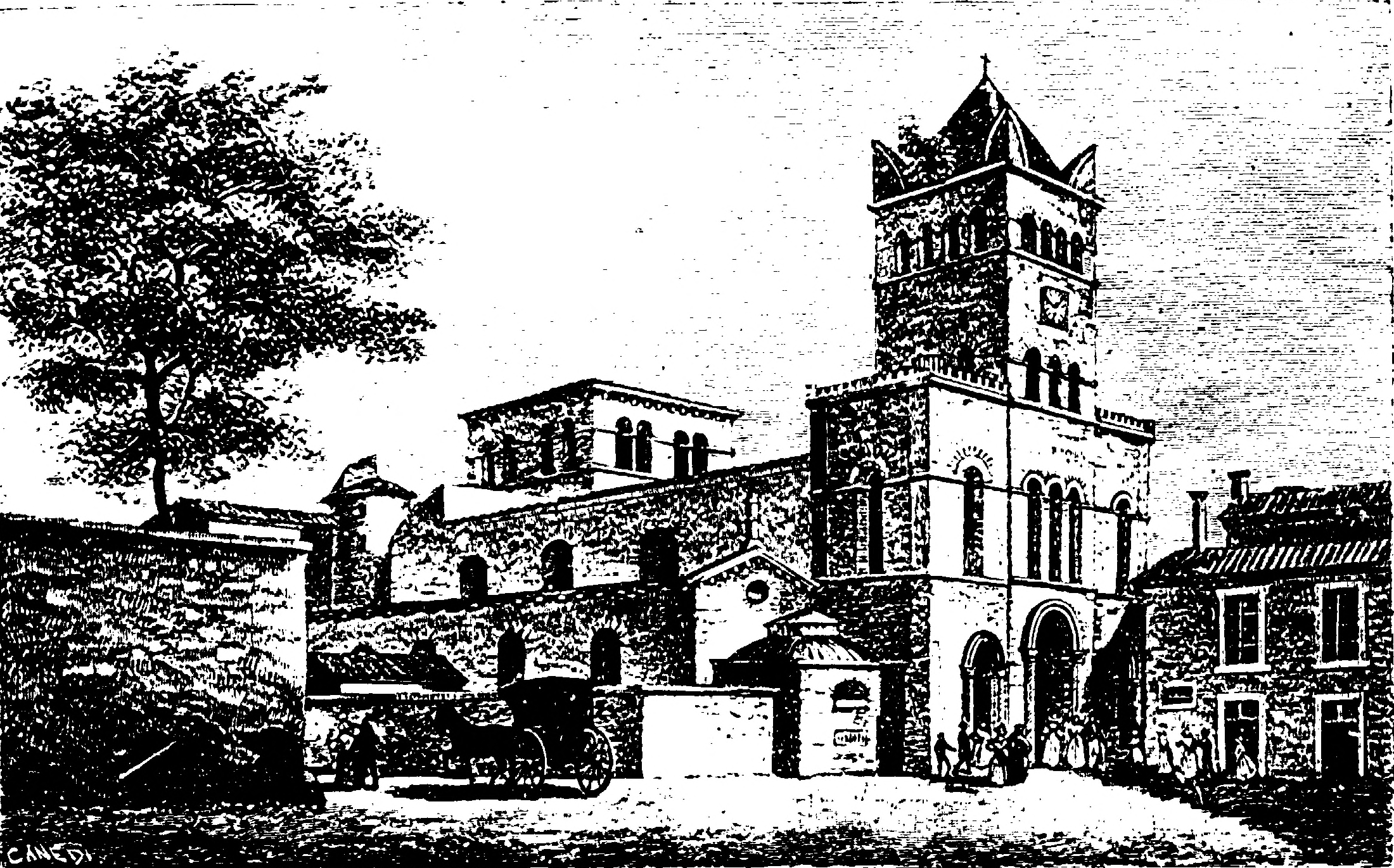
Abbaye Saint-Martin d'Ainay à la fin du Moyen Âge.

La première mention d'une célébration lyonnaise en l'honneur des martyrs de 177 est faite par Eucher de Lyon au IVe siècle dans une homélie dédiée aux saints Épipode et Alexandre. Ce moment a été relié à un hommage général à tous les martyrs de Lyon, daté du 2 juin et nommé festum miraculorum pour se remémorer les miracles attribués aux cendres des martyrs. C'est Adon de Vienne dans son martyrologe (écrit à Lyon entre 855 et 860) qui lui donne le nom de fête des Miracles,. Il se base sur les écrits de Grégoire de Tours (dans son De Gloria Martyrum) et en ajoute une description,.
La fête des Miracles n'étant pas mentionnée dans les martyrologes lyonnais, connus d'Adon, l'anonyme de 806 et celui de Florus de Lyon (837), on peut supposer que sa création est contemporaine de cette époque.
Plusieurs témoignages écrits à partir de 1300 permettent de reconstituer la partie religieuse de cette solennité. Les seuls éléments laïcs connus sont les nombreuses barques armées qui accompagnaient le cortège fluvial et les probables jeux qui suivaient les processions du matin. Un compte de 1343 indique les deux principaux navires armés : « celui du Courrier, chargé de la justice temporelle de l'archevêque, et celui du Prévôt exécutant avec ses sergents les ordres du Courrier ». La population se contente de joncher les rues et de contempler les processions.
La fête des Merveilles apparaît comme coutume intangible dans le traité de Vienne de 1312. Son déroulement, en dehors des cérémonies religieuses, n'est toutefois connu que par tradition orale et mis par écrit cent ans après sa suppression par Claude de Bellièvre dans Lugdunum Priscum,. Cette unique source sera reprise par Guillaume Paradin dans son livre Mémoires de l'Histoire de Lyon (1573), et transmise ensuite par les historiens lyonnais. Tandis que Bellièvre tenait l'histoire de vagues souvenirs de son père, Paradin a ajouté de nombreux détails inspirés des traditions et mythes de son époque. Il est ainsi probable que le sacrifice des taureaux ait été rajouté a posteriori.
C'est Claude Guigue, archiviste en chef du département du Rhône et de la Ville de Lyon au XIXe siècle, qui a rassemblé l'ensemble des documents connus sur cette fête et qui en a édité un mémoire, démêlant le vrai du faux. Il liste, pour ce qui concerne le cérémonial religieux, les sources suivantes : « Un très-ancien rituel, dont nous n'avons retrouvé qu'une copie faite par l'abbé Sudan, mais dont la rédaction peut être contemporaine d'Agobard, puisque le nom de cet archevêque a été introduit postérieurement dans le calendrier qui précédait ce fragment, puis les Statuts de l'église de Lyon de l'an 1175, l'Ordinaire ou Livre enchaîné de Saint-Paul, paraissant appartenir aux premières années du XIVe siècle, et enfin le Barbet de Saint-Just, d'environ l'an 1380 ». Les faits imaginaires perdureront malgré tout jusque dans les années 1980.
Jacques Rossiaud résume ainsi la construction des légendes autour de la fête des Merveilles : « Lorsque les humanistes lyonnais tentent de restituer une histoire festive qu'ils veulent ininterrompue depuis les origines chrétiennes, la ville n'a plus depuis un siècle et demi au moins de véritable fête civique, et la continuité dont ils rêvent n'est bien entendu qu'illusion ».

## Fête des Merveilles à Vienne
Une fête équivalente a lieu à Vienne jusqu'en 1569. La procession allait à la chapelle saint Ferréol à Saint-Romain-en-Gal puis traversait le Rhône dans des barques pavoisées pour terminer à l'église Saint-Pierre. Cette célébration viennoise identique s'appelait aussi fête des Merveilles et a toujours eu lieu le 2 juin.
Cette célébration des martyrs à Vienne est connue par deux Ordinaires, un de la cathédrale Saint-Maurice de Vienne datant du XIIIe siècle et l'autre de 1524,.